# روب هارملینگ
روب هارملینگ (هلندی: Rob Harmeling؛ زادهٔ ۴ دسامبر ۱۹۶۴) دوچرخه‌سوار اهل هلند است.
وی در مسابقات کشوری و بین‌المللی در مجموع برندهٔ ۱ مدال طلا شده‌است.